# ARM Cortex-A77
L'ARM Cortex-A77 és una unitat de processament central que implementa el conjunt d'instruccions ARMv8.2-A de 64 bits dissenyat pel centre de disseny d'ARM Holdings d'Austin. ARM va anunciar un augment del 23% i del 35% en el rendiment dels nombres enters i de coma flotant, respectivament. L'amplada de banda de memòria va augmentar un 15% en relació amb l'A76.

## Disseny
El Cortex-A77 serveix com a successor del Cortex-A76. El Cortex-A77 és un disseny superescalar fora d'ordre de descodificació de 4 amples amb una nova memòria cau de macro-OP (MOP) d'1,5K. Pot obtenir 4 instruccions i 6 fregons per cicle. I canvieu el nom i envieu 6 fregons i 13 µops per cicle. La mida de la finestra fora de comanda s'ha augmentat a 160 entrades. El backend és de 12 ports d'execució amb un augment del 50% respecte a Cortex-A76. Té una profunditat de canonada de 13 etapes i les latències d'execució de 10 etapes.
Hi ha sis canonades al clúster enter, un augment de dues canonades sencers addicionals de Cortex-A76. Un dels canvis de Cortex-A76 és la unificació de les cues d'emissions. Anteriorment, cada canalització tenia la seva pròpia cua de problemes. A Cortex-A77, ara hi ha una única cua de problemes unificada que millora l'eficiència. Cortex-A77 va afegir una nova quarta ALU matemàtica general amb operacions matemàtiques simples típiques d'1 cicle i algunes operacions més complexes de 2 cicles. En total, hi ha tres ALU simples que realitzen operacions de processament de dades aritmètiques i lògiques i un quart port que té suport per a aritmètica complexa (per exemple, MAC, DIV). Cortex-A77 també va afegir una segona branca ALU, duplicant el rendiment de les branques.
Hi ha dos canalitzacions d'execució ASIMD/FP. Això no ha canviat respecte a Cortex-A76. El que sí va canviar són les cues de problemes. Igual que amb el clúster sencer, el clúster ASIMD ara inclou una cua de problemes unificada per a ambdues canalitzacions, millorant l'eficiència. Igual que amb el Cortex-A76, els ASIMD del Cortex-A77 tenen una amplada de 128 bits capaços de fer 2 operacions de doble precisió, 4 d'una precisió, 8 de mitja precisió o 16 operacions enteres de 8 bits. Aquests pipelines també poden executar les instruccions criptogràfiques si l'extensió és compatible (no s'ofereix per defecte i requereix una llicència addicional d'Arm). Cortex-A77 va afegir una segona unitat AES per tal de millorar el rendiment de les operacions de criptografia.
ROB més gran, fins a 160 entrades, a partir de 128, Afegeix una memòria cau MOP L0 nova, pot fins a 1536 entrades.
El nucli admet aplicacions no privilegiades de 32 bits, però les aplicacions privilegiades han d'utilitzar l'ARMv8-A ISA de 64 bits. També admet instruccions d'adquisició de càrrega (LDAPR) (ARMv8.3-A), instruccions de producte de punt (ARMv8.4-A) i instruccions de bits PSTATE Speculative Store Bypass Safe (SSBS) (ARMv8.5-A).
El Cortex-A77 és compatible amb la tecnologia DynamIQ d'ARM i s'espera que s'utilitzi com a nuclis d'alt rendiment en combinació amb nuclis d'eficiència energètica Cortex-A55.

## Llicència
El Cortex-A77 està disponible com a nucli SIP per als llicenciataris, i el seu disseny el fa adequat per a la integració amb altres nuclis SIP (per exemple, GPU, controlador de pantalla, DSP, processador d'imatges, etc.) en una matriu que constitueix un sistema en un xip (SoC).

## Ús
El Samsung Exynos 980 es va presentar el setembre de 2019 com el primer SoC a utilitzar la microarquitectura Cortex-A77. Més tard, el va seguir una variant de gamma baixa Exynos 880 el maig de 2020. Els SoC MediaTek Dimensity 1000, 1000L i 1000+ també utilitzen la microarquitectura Cortex-A77. Els derivats amb els noms de Kryo 585, Kryo 570 i Kryo 560, s'utilitzen al Snapdragon 865, 750G i 690 respectivament. HiSilicon utilitza el Cortex-A77 a dues freqüències diferents de la seva sèrie Kirin 9000.
Cal destacar que tant el seu predecessor (Cortex-A76) com el seu successor (Cortex-A78) tenien variants d'automòbil amb capacitat de bloqueig dividit, el Cortex-A76AE i el Cortex-A78AE, però el Cortex-A77 no ho va fer, per la qual cosa no va trobar el seu camí. en aplicacions crítiques de seguretat.